# モゲラ
モゲラ (Moguera) とは、1957年に東宝が製作した特撮映画『地球防衛軍』に登場する架空のロボット。

## 概要
東宝特撮作品では初となるロボット怪獣（ロボット兵器）であり、『地球防衛軍』の制作当時の児童向け作品で定番となっていた悪役が操る怪ロボットを取り入れたものである。その後の東宝特撮におけるロボット怪獣などに大きな影響を与えたが、一般的な知名度は低いとされる。
「モゲラ」の呼称は『地球防衛軍』の作中では用いられていない。
映画『ゴジラvsスペースゴジラ』（1994年）ではリメイクされた「MOGERA」が登場する。

## 登場作品
公開順。
- 地球防衛軍
- ゴジラvsスペースゴジラ

このほか、特撮テレビ番組『ゴジラアイランド』（1997年）にも登場する。

## 『地球防衛軍』のモゲラ
怪遊星人ミステリアンが開発した大型ロボット。本来は土木作業用のロボット掘削機であるが、地球征服のための攻撃を目的として同一形状の2機が使用される。富士山麓の地中をミステリアン地下基地のために掘っていた。
原子力によって作動すると思われ、高熱を帯び、放射能反応も短時間のみ残している。全身がキャタピラに覆われており、腕と顔面の口に相当する部分にもドリルが装備されている。目からは自動車をも蒸発させる青い殺人光線を照射する。装甲は地球上では発見されたことのない合金・宇宙特殊鋼（ミステロイド・スチール）製で、火炎放射やロケット弾などの火器の攻撃にも耐える。前進する際には、「ピー・ピー・ピー」という単調な金属音を発する。
1号機は山肌を突き破って出現し、防衛隊の通常火器（ポンポン砲、無反動砲、迫撃砲など、歩兵火器程度）による攻撃をものともせずに富士山麓付近の村の大陥没を誘発するが、進行中に自衛隊の鉄橋爆破作戦によって谷底に落とされ、活動停止する。
基地の拡張作業に従事していたとみられる2号機は肘から腕のドリルを回転させて地中を掘り進み、地球防衛軍を地底から攻撃しようとするが、足場が崩れて倒れてきた攻撃兵器マーカライトファープの下敷きとなり、作戦続行不可能となる。
- スーツアクターは中島春雄[出典 14]、手塚勝巳[出典 15]。中島は、機械的な動きを意識したことを語っており[1][32]、立ち回りなどもないため楽な仕事であったと述懐している[32]。
- 映画公開当時に劇場のロビーに貼り出されていた設定資料ポスター『新兵器一覧表』の記述では「身長50メートル」ということになっており、これが東宝の公式設定として一般に認識されている。しかし、後年に出版された書籍では「15メートル[35]」と書かれたものがあった[注釈 10]。また、外装は映画公開当時では「特殊宇宙鋼」とされていたが、後年の書籍では「鋼鉄の200倍も硬いミステロイド・スチール[36]」などと設定されたものもある。
- 第2稿とされる脚本の時点でモゲラの名称は記述されていたが、外見はロボット風ではなく破壊されて機械であることが判明するという展開であった[25]。
- 鉄橋付近に現れるシーンは、東宝撮影所の小プールで撮影されたが、完成作品ではフィルター処理による夜間シーンとなった[37]。
- 殺人光線は、作画合成で表現された[37]。
- ブルマァクのジンクロンシリーズでも発売される予定だったが、モスラとともに発売されることはなかった。
- 樋口真嗣のデザインによるジュエルケース版DVDのジャケットでは、ドーム内で待機する無数のモゲラが配されている。
- 1号機・2号機ともあっけない倒され方であることが話題に挙がることが多い[2][7]。VS版のデザインを手掛けた吉田穣は、幼少期にテレビで本作品を観て、モゲラが活躍しないことが不満であったことを述懐している[7]。書籍『東宝怪獣グラフィティー』では、戦闘用ロボットではなく土木作業機械としてのリアリティを追求したものと評している[2]。

### 造形（地球防衛軍）
頭部造形は利光貞三、胴体は八木勘寿、八木康栄による。造形物は、スーツとミニチュアが併用され、主に1号機で前者、2号機で後者を用いている。
渡辺明による初稿デザインでは、鼻先がドリルになったセンザンコウのような姿であった。
企画段階で、検討用1尺モデルが製作された。宣伝材にも使われている。昭和46年ごろにブルマァクから発売されたソフトビニール人形やプラモデルは、この検討用モデルを資料に作られており、映画とはかなり印象が異なっている。
スーツは石膏型を油粘土の原型から抜き、配合ラテックスを流し込んで製作されている。スーツの胴体は頭と上・下半身のセパレートになっており、表面にビニール素材が貼り付けられてポリエステル系の合成樹脂塗料によって金属色に塗装されている。上半身だけを着けて待機中の中島春雄のスナップ写真が残されている。ジープを蹴るシーンなどでは、下半身だけを着けて演じた。頭部はブリキ製で、かなりの重量があったとされる。一方、中島によればボディは分厚くなく、ほかの怪獣より軽かったという。スーツの背面写真は残されていない。
2号機は、地中を掘り進むシーンのため、顔のドリルと腕や背中のカッターがモーターで回転する2尺サイズのロボット式のミニチュアが製作されている。当初、企画時にあった「胴体部分のキャタピラが動く」という仕掛けを試みたが、実現できず断念しており、歯車を内蔵した製作中のミニチュアの写真が現存している。このミニチュアは、マーカライトファープに踏み潰されるシーンでも用いられた。
そのほか、手繰り式のギニョールモデルも用いられた。

## 『ゴジラvsスペースゴジラ』のモゲラ (MOGERA)
1994年に公開された「ゴジラシリーズ」第21作『ゴジラvsスペースゴジラ』に登場。
ゴジラを殲滅する「Mプロジェクト」の主役で、国連G対策センターが開発し、Gフォースが運用する対G超兵器。正式名称は Mobile Operation Godzilla Expert Robot Aero-type （対ゴジラ作戦用飛行型機動ロボット）。出動地点は宇宙→大分山中→福岡。専用ドックはつくばのG対策センターのドーム内にある。普段はふたつの機体がドッキングモードにより合体しているもので、機体上部が地中沈降可能の特殊戦車ランドモゲラー、機体下部が高機動が可能な爆撃機スターファルコンにそれぞれ変形し、セパレーションモードにより分離・合体機構を有し、レーザー核融合によって高機動性を確保し、敵を攻撃できる。当初の予定では、二面作戦を行なってゴジラを翻弄することが計画されていた。
国連G対策センターがアレキサンダー・マミーロフ博士の指揮のもと完成させた新たな対G兵器であるが、同様の経緯で作られた旧型機のメカゴジラとは同時期に別セクションで開発されていた。一方で、大気圏内用のメカゴジラに対し大気圏外用であったMOGERAは構造の複雑さから完成が遅延し、最終的にはメカゴジラのメインフレームやパーツ流用によって完成している。推進システムや対ゴジラ用の固定武装も性能の向上が図られている。
足裏と尻尾の先端に噴射口があり、足の裏に装備されている車輪（ローラーシステム）は、重力バランスの悪いロボット形態ではメカゴジラのようなホバーシステムが使用できず、新たな移動方法が模索された結果である。足の下部のサブエンジンで自重を相殺し、脚部の大型キャタピラで地上をすべるように移動することが多いが、場合によっては脚部関節を働かせ、二足歩行することも可能。結果として運動性はメカゴジラより大きく向上しており、このシステムを利用した戦法がドリルアタックである。背中の鋸（のこぎり）の形をした背びれ状の部分は、本機ではレドームソナーとされており、MECM（マグネティック&エレクトロニック・カウンター・メイジャーの略）というジャミングシステムが装備されている。
ランドモゲラーと共通のメインコクピットはスタンディングモード時の首元に位置しており、2人での操縦も可能だが、高度な戦闘には3人を要する。パイロットがスターファルコンのコクピットを移る際には、ドッキングモード時に連結されている体内のエレベーターを使用する。装甲などの基本的な構造はメカゴジラと同じだが、メカゴジラではオーバーヒートが多発したため、対策として強化された冷却器2基（ランドモゲラー時併用のα冷却器と、スターファルコン時併用のβ冷却器）に加え、ボディの随所には防止用の排熱ダクトが設置されている。また、超硬質合成ダイヤモンド製の装甲には、新技術である合成ブルーダイヤコーティング装甲を部分的に採用している。この装甲はメカゴジラのミラーコーティングよりも反射率が高いが、高度な処理技術を要するため、とくに熱線の影響を受けたくない部分に試験的に使用されている。腹部にプラズマメーサーキャノンおよびランドモゲラーのバスタードリルの開閉ハッチがあるという機体構造上、脆弱な腹部装甲が弱点。
対ゴジラ用兵器であるため、当初は大気圏外のフル装備での運用は想定されていなかったが、アステロイドベルトへのスペースゴジラの襲来に際し、迎撃のため大気圏外運用を可能とする推進システムを急遽換装し宇宙へ出撃する。しかし、スペースゴジラの放つ電磁波と強大な戦闘力に機能障害を起こして中破させられ敗北、かろうじて地球へ帰還する。その後、スパイラルグレネードミサイルなどの装備とスペースゴジラの発する強力な電磁波に対抗するMECM、複合センサーシステム装備などを追加装備した対スペースゴジラ武装強化タイプへの強化改修が行われる。山地を移動中のゴジラをパイロットの結城が独断からプラズマレーザーキャノンで攻撃するが、すぐさま功二の判断でスペースゴジラのもとへ再度向かい、結果的にゴジラと共闘する。MOGERAはスペースゴジラのエネルギーを集めるのに利用していた福岡タワーの基部を破壊してエネルギーの供給源を断つと、スパイラルグレネードミサイルでスペースゴジラの左のクリスタルジェネレーターを破壊してオールウェポンでダメージを与える。この際、巻き込まれたゴジラは余波によりビルに吹き飛ばされ、しばらく動けなくなる。怒ったスペースゴジラのコロナビームで左腕部を破壊されながらも、残った右腕部から発射されたスパイラルグレネードミサイルによって右のクリスタルジェネレーターを破壊するが、テールスマッシャーを受けてプラズマメーサーキャノンと胸部、エンジンを破壊され、機能停止する。その後、結城のでたらめな操作によって再起動、スペースゴジラへ特攻しビルに激突し、機能を停止する。最後はゴジラのバーンスパイラル熱線に巻き込まれ、スペースゴジラもろとも大破炎上して失われる。
本来のパイロットは結城晃・新城功二・佐藤清志の3名であったが、些細なミスなどの諸事情により彼らがバース島に派遣されることとなったため、セカンドチームである鈴木勇三・大野秀樹・上原誠の3名がMOGERAに搭乗してアステロイドベルトでのスペースゴジラ迎撃任務に当たる。福岡での決戦時にはGフォースの麻生司令官の独断で本来の3名に戻された。

### 武装
メカゴジラの後継機であることから、武装も類似したものが多い。
プラズマレーザーキャノン
機体頭部の目にあたる位置から発射される3連装のレーザー。片目に3基ずつレーザー砲が搭載されており、冷却と発射を繰り返すため、長時間の速射ができる。メカゴジラのレーザーキャノンの3倍の威力がある。主に牽制用とされるが、ゴジラの表皮を一撃で破壊できる。

プラズマメーサーキャノン
MOGERA最強の火器。腹部のシャッターが開くことで出現する、機体胸部に装備されているメーサー砲。92式メーサー戦車の5倍の威力。メカゴジラのプラズマ・グレネイドと違い、連射できる利点があるが、その構造上外部装甲が脆弱となり、さらに使用中は腹部が事実上無防備となる。

スパイラルグレネードミサイル
機体腕部のドリルが上下に開き、中から発射する回転ミサイル。スペースゴジラの両肩を攻撃ポイントと察知したGフォースが、メカゴジラのGクラッシャーを応用して開発した。先端がドリルのように回転しながら目標に突き刺さったあと、内蔵コンピューターの判断で爆発する。両腕部内の弾倉に各12発収められている。
スペースゴジラの両肩にあるクリスタルジェネレーターを破壊し、攻撃力を低下させる。ゴジラの足元をランドモゲラーで掘って動きを封じてから、前述のGクラッシャー同様この武器で弱点である第2の脳を破壊するのが本来の戦法である。
- デザインを担当した吉田穣は、2発きりの必殺武器と想定していたが、劇中では多数発射している。
- ミニチュアは、内部にモーターを仕込んでおり回転を表現している。

自動追尾式レーザー砲
機体腕部のドリルの先端から発射される追尾レーザー。貫通力が高く、頭部レーダーで追尾した敵にアームの自由度を利用して正確に放つことが可能。ランドモゲラーの主力武装でもある。スペースゴジラとの宇宙での戦闘で使用。

クラッシャードリル
機体頭部の口に相当する位置に装備されている回転ドリル。格闘戦に適さなかったメカゴジラの反省から装備された接近戦用の武装。両脇にモーターの回転熱を放散する矯正排気ダクトを備える。
劇中では福岡の戦いで、後述するドリルアタックでスペースゴジラに突き立て流血させるほどの威力である。

ドリルアタック
ローラーシステムで敵に突進し、クラッシャードリルにより攻撃する戦法。

合成ブルーダイヤコーティング装甲
ゴジラの熱線を跳ね返す蒼く光り輝く新技術。メカゴジラのダイヤモンド・コーティングよりも反射率が高い。高度な処理技術を要するため、MOGERAでは特に熱線の影響を受けたくない部分に試験的に使用されているが、プラズマ・グレネイドのように熱線を吸収して撃ち返すことはできない。

MECM
マグネティック&エレクトロニック=カウンター=メイジャーの略称。スペースゴジラの電磁波の干渉を撹乱電波で打ち消すジャミングシステム。MOGERA II=SRF（対SG武装強化タイプ）への強化案が盛り込まれて追加された装備の1つ。頭部アンテナで電磁波を受信し、背面の電動丸のこ状のレドームソナーから撹乱電波を発信する。
西川伸司によるコミカライズ版では、宇宙空間での戦闘時にスペースゴジラに捕縛された際、このレドームソナーを回転させて格闘攻撃に使用する。

複合センサーシステム
額の縁のスリットに7種のセンサーを置き、電磁波の干渉下でも作動する。7種とは、超高感度カメラ・赤外線レーダー・アクティブソナー・サーモサーチャー・動体スキャナー・重力測定器・レーザー照準追尾システムで、相互に補完し合っている。

オールウェポン
プラズマレーザーキャノン、プラズマメーサーキャノンを一斉射する戦法。ゴジラを吹き飛ばすほどの威力がある。

### 創作経緯
特技監督の川北紘一は、『地球防衛軍』のモゲラに思い入れがあったことから、かねてより再登場させることを検討していた。川北は、前作『ゴジラvsメカゴジラ』でのメカゴジラからの発展とするため空陸での多彩な攻撃を必要とし、またスペースゴジラの結晶体を地下から攻撃するという描写のため選んだと述べている。また、当初は旧作そのままの姿で登場させることを要望していたが、実現には至らなかった。川北はMOGERAについて、もっと分離させたかったが予算の都合などから実現できなかったといい、中途半端な合体メカになったことを反省点としているが、バラエティに富んだ画面作りができたことをうまくいった点としている。
合体ロボットという設定は、前作のメカゴジラでも検討されていたが、メインキャラクターには不向きなため実現には至らず、『vsスペースゴジラ』ではサブキャラクターであるMOGERAで取り入れられた。製作の富山省吾は、変形合体メカは『ガンヘッド』（1989年）以来の川北の悲願であったと述べている。川北は、脇役なのである程度好き勝手にできるという目算であったと述懐している。
企画段階では、メカゴジラを再登場させるという案も存在していたが、川北は作品ごとの差別化を行い付加価値をつけていかなければ観客は納得しないとしてこれに反対した。
正式名称の設定は、製作補の有正眞一郎による。有正は、富山からの指示により辞書を見ながら名付けたが、「A」が思いつかず当初は「ATYPE」としていた。

### デザイン
デザインは吉田穣。吉田は、モゲラが登場することを川北から最初に聞かされたのが酒の席であったため、冗談半分に受け取っていたという。
検討段階では、スマートなデザインのものや、単体で飛行メカや地底メカに変形するもの、轟天号型に変形するものなどの案も存在した。その後、主人公である新城と佐藤の成長を物語の軸とするため、単体変形ではなく分離や合体により協力して戦う2体合体となったが、予算などの都合から実際に変形合体させるかどうかは保留したままデザイン作業が進められた。一時は変形合体させない方向で話が進みデザインが完成したため、変形合体機構は後付で盛り込まれた。変形合体のイメージを共有するためCADによる3DCGモデルが導入された。
背面のノコギリはデザイン画にはなく、オリジナルにシルエットを近づけたいという川北からの要望によって造型段階で追加された。吉田は検討案の1つとして背面をノコギリ状にしたものも描いていたが、これは古いと考え採用はないだろうと思っていたという。脚部のキャタピラ状のディテールは、単体で戦車に変形する案があったころの名残である。
配色は精悍さや冷たさを出すためブルーとシルバーが用いられた。シルバーは、川北の意向によりメカゴジラよりも暗いものとなっている。
飛行形態はエアロタイプモゲラの名称でデザインが描かれており、映像と異なり手足が収納されていた。
吉田のほか、西川伸司、中野陽介、スタジオOXもデザイン案を描いている。西川案では、軍用兵器としての側面を重視するため、キャタピラなど戦車などの要素を直接取り入れている。

### 造形（vsスペースゴジラ）
スーツ造型はボンクラフトが担当。粘土原型は、同社の澗淵隆文が手掛けた。スーツの制作費は1,000万円。
スーツは2メートル大のものが造られた。重量は90キログラム。メインのパーツはFRP製。太腿などは、動きやすさを考慮してウレタンを用いている。型取り用の原型は、発泡スチロールで造形したものにラテックスを塗っている。初代同様、上下分割式になっており、足元のアップは下半身のみ着用して撮影された。当初の想定より大型のものとなったが、重量を分散させてバランスをとる構造で負担を軽減しており、また着脱のしやすさを重視したため、演じる福田からは好評であったという。造型時に福田が海外へ渡航していたため、型取りは別人で仮合わせした後、前作で福田が演じたメカゴジラのデータを用いて修正が行われた。
プラズマメーサーキャノンは差し替え式で、展開ギミックはダミーのボディを用いている。造型段階では腹部の武装が決定しておらず、ランドモゲラーのドリルを出す案もあり造形物の原型も制作されていたが、バランスが悪いため不採用となった。クライマックスでスペースゴジラの尾に貫かれた状態のものも急遽制作された。
腕部は開閉ギミック付きのものと、閉じた状態のものがある。開閉ギミックは、スーツアクターが操作可能なものとなっている。中から発射されるミサイルの造形物は、川北の想定よりも小さかったため、倍近い大きさのモデルが急遽制作された。
眼には電飾が、口のドリルには回転ギミックが仕込まれている。額部分にもグリーンの電飾が仕込まれていたが、目が3つあるように見えてしまうため撮影では使用されなかった。
足の裏には電飾と噴射ギミックが仕込まれているが、アクション時にはギミックは外され蓋をしている。
70センチメートル大の変形・合体用ミニチュアも造られ、その後は飛行用ミニチュアに改造された。こちらの造型は東陽モデルが担当。予算の都合から大きいモデルを制作することができず、内部に収納箇所やギミックが入り切らないため、一部はパーツ差し替え式となっている。合体シーンはモーター稼働で表現されている。飛行しながら変形させることも可能となっていたが、撮影には用いられなかった。宇宙飛行時と大気圏内飛行時とでは、噴射の色を変えている。こちらも、宇宙空間でスペースゴジラと激突するシーンの撮影で翼や脚が壊れるアクシデントが起きた。
分解したスーツを組み合わせて飛行形態の撮影にも用いている。福岡に飛来するシーンでは、飛行用ミニチュアが未完成であったため、旧モゲラのソフビを改造したミニチュアが用いられていたが、完成作品ではカットされた。
首の部分の実物大セットも造られ、脱出シーンでの撮影に使われた。監督の山下賢章は、巨大なセットであったが数カットしか使用しておらず、贅沢であったと述べている。
コクピットのセットは、ランドモゲラーのものと共用である。前作でのメカゴジラの反省からコクピットは広めに制作され撮影しやすくなったが、電飾やセットの構造などに問題があったという。
脱出艇は、新規デザインも描かれていたが、ミニチュアは前作のメカゴジラのものを流用している。
ドックのセットは、スーツ用のものと合体用ミニチュア用の2種類が制作された。前者の撮影では、スーツには人が入らずマネキンを用いている。前作でのメカゴジラのドックが巨大感を強調していたのに対し、モゲラのドックは奥行きを持たせることで立体感を強調している。ドックの外観は、東京工科大学の実景にマットアートをデジタル合成している。
発進シーンの実景合成用にモゲラのフルCGモデルも用意されていたが、使用されなかった。監督助手の近藤孔明は、当時は技術的に難しい部分もあったと述べている。
スーツとは別に、同サイズの展示用モデルも制作された。
スーツは、2021年の時点まで東宝の倉庫に保管されているのが確認されている。2009年の時点では頭部のドリルを紛失していたが、その後展示用に修復されている。腕パーツも一時紛失していたが、2021年に発見された。スーツとは別に、撮影終了後に制作された頭部レプリカも現存している。合体用モデルは、川北紘一率いるドリームプラネットジャパンで保管している。

### 撮影・演出
スーツアクターは福田亘。福田によると、モゲラは両手を下げていると弱そうに見えてしまうため川北は腕の角度にこだわっていたといい、またロボットであるため左右対称な動きも要求された。
ローラーシステムによる移動は、スーツを台車に乗せて表現している。当初は福田が中に入ったまま台車に乗り、転倒対策でピアノ線も張っていたが、スピードが上がってピアノ線が切れてしまい激しく倒れ、スーツが破損し福田も負傷するなどし、撮影が中断するアクシデントがあった。
さらに、当初のスケジュールより遅れた結果、モゲラの炎上シーンをドックのシーンよりも先に撮影することとなり、その後急ピッチでモゲラのスーツの修復が行われた。片腕がもげるシーンは、監督助手の中野陽介が川北から部分的に壊せる箇所を相談され、撮影現場で画コンテを描いたものである。モゲラ内部のエレベーターのミニチュアは、本編班が撮影を行った。
変形・合体の描写は、冒頭でのドックのシーンで最初に見せることで、戦闘中にその説明をせずに済ませている。本来冒頭では山下公園での新城と佐藤の本編シーンや宇宙空間でのスターファルコンの特撮シーンなどが存在していたがこれらはカットされ、代わりにドックのシーンは別のカットを編集で切り貼りして挿入された。そのため、ランドモゲラーのシーンは変形前後がカットバックで繋げられているため不自然な描写となっている。ドックのシーンでは、前作のメカゴジラと同様にアーク放電が用いられたが、それにより内蔵されたラジコンが誤作動し、ドリルが動いてしまうNGもあった。
宇宙でのきりもみ飛行の描写は、ミニチュアではなくカメラを回転させて撮影している。
脚本決定稿では、結晶体から発する強磁界により警察車両や報道ヘリが進入を阻まれるという描写があり、電磁波対策しているモゲラがバトルフィールドへ入れることの強調となっていたが、予算の都合などから同シーンの撮影は行われず、モゲラが電磁波対策していることの説明もなくなった。
決定稿のクライマックスでは、スペースゴジラが弱ってから新城と佐藤を脱出させた後に結城がロケットランチャーでゴジラへ血液凝固剤を打ち込もうとし、その後スペースゴジラの尾でモゲラが破壊されるという展開であったが、完成作品ではモゲラがスペースゴジラの尾を食らった後に2人を脱出させ、結城がモゲラでスペースゴジラに突撃するという展開に変更され、結果として結城の行動が不明瞭なものとなっている。このことは、人間ドラマを主軸としゴジラと結城との戦いに決着をつけることを考えていた山下と、特撮を主眼に怪獣同士の戦いを重視していた川北との方向性の違いを示していたとされる。
ミニチュアの噴射描写にはフロンガスを用いている。特殊効果助手の岩田安司は、ワンテイクで内蔵のガスを使い切ってしまうため、その度にボンベの交換を行い苦労した旨を語っている。

### 関連書籍での設定
当時の書籍においては、アメリカが関わったメカゴジラとともにモゲラは開発に関与した国家（ロシア）が軍事的技術の取得を目的として建造された可能性が指摘されている。関連は不明だが、実際に劇中に登場するマミーロフ博士はロシア人である。
書籍『ゴジラVSスペースゴジラ超全集』では、かつてミステリアンが襲来した際に遺されたモゲラの資料を国連が保管していたという記述がある。また、Mプロジェクトの中止後、G対策センターではモゲラのノウハウを応用した先端にドリルのある万能巨大戦闘艦を開発中であるという噂の存在を記述している。

### ランドモゲラー
MOGERAの上半身を構成する地底戦車。英字表記はLANDMOGERA。
正面に装備した超硬質ダイヤモンド製のドリルバスタードリルと両脇（両腕）の2つの補助ドリルの自動追尾式レーザー砲によって地底を掘削し、進行することができる。アンテナ部には地対空レーザーキャノンを装備。地上・空中での機動面はスターファルコンに依存しているため、ランドモゲラー自身には合体用の短時間の浮遊能力しか与えられておらず、逆に攻撃システムのほとんどが集中する構造となっている。
乗員は2名で、合体時はランドモゲラーのコクピットがMOGERAのメインコクピットとなる。最終決戦時には、功二と清志が操縦する。
福岡での決戦時では、スペースゴジラのエネルギー供給源となっていた福岡タワーの基部を倒壊させる。
制作
東宝特撮初の地底戦車である。川北は、ドリルで地中を進むのは現実的ではないと述べており、レーザーで岩盤を破壊しながらドリルで余った土を排除していると想定している。スタジオOXによりこの案に基づいたギミックデザインも描かれていた。
脚本ではモールタンクという名称であった。デザイン画ではβバイソンという名称も用いられていた。スタジオOXによるデザイン案では、GOH-TENという仮称がつけられていた。ドリルは同心円状のディテールとなっているが、回転していることが分かりづらかったため、螺旋模様が描き加えられた。
メインモデルの造型はオガワモデリング、合体・変型用モデルは東陽モデルがそれぞれ担当。前者はFRP製。スターファルコンともどもメインのミニチュアに変型ギミックを入れることも検討されたが、時間の都合などから別に造型された。それでも、キャタピラなどの可動部があるため前作のガルーダ同様重くなったが、ガルーダのようにスーツに直接合体するものではないため撮影に支障はなかった。その後、メインモデルは2009年の時点で所在不明となっている。
脚本決定稿では、冒頭に組み立てシーンの描写が存在した。
地中を掘り進むシーンは、固定したミニチュアを横に向けたカメラで撮影し、背景を動かしながらベルトコンベアで上から土を落としている。

### スターファルコン
MOGERAの下半身を構成する高高度爆撃機（高速爆撃機、高性能戦闘機、高高度重爆撃機）。英字表記はSTARFALCON。
ガルーダをベースとして開発された。ランドモゲラーを連結して飛行する設計から、その推力や機動力は非常に高い。宇宙空間での飛行や超高高度からの爆撃なども可能とされている。地球ではオレンジ色の噴射光、宇宙では青色の噴射光となっている。コクピット部分は宇宙空間でのメインコクピットやMOGERAの脱出艇としても機能する。武装はコクピットノーズ横に装備された省電力メーサーバルカン2門だが、MOGERAの状態では格納されて使うことができない。主翼の根元の部分（MOGERAの脚部の太腿部分の向かって前側）には武装マウントがあり、さまざまな武装を搭載できる。
パイロットは最大3名搭乗できるが、単独でも操縦・攻撃が可能。
最終決戦時には結城が単独で操縦し、ランドモゲラーとゴジラによる福岡タワー破壊までの牽制とゴジラの援護を行う。
MOGERAには、このスターファルコン部から脱出艇が放出されるメカゴジラには無い脱出機能が設けられている（劇中でMOGERAに残った結城は、功二に救出されるときに上半身のランドモゲラー部分から脱出する）。
制作
脚本ではガルーダIIという名称であった。デザイン画ではαガルーダという名称も用いられていた。
スケジュールの都合から、デザインはモゲラからの逆算で描かれた。
メインモデルの造型はオガワモデリング、合体・変型用モデルは東陽モデルがそれぞれ担当。前作のガルーダのミニチュアを改造するという案も存在したが新規に造形され、重くなりすぎたガルーダよりも軽量化されている。その後、メインモデルは2021年の時点まで東宝の倉庫に保管されているのが確認されている。
コクピットは当初、ファルコンの前部部分が変形するという予定であったが、メカゴジラと同様のプロップが使用された。吉田によれば、この設定は変形合体を行わない方向性であった時に、その代わりとして設けられたものであったという。
脚本決定稿では、冒頭にスターファルコン（ガルーダII）が宇宙で結晶体に遭遇するという描写があり、宇宙での飛行シーンも撮影されたが未使用に終わった。モゲラ同様、宇宙と大気圏内とでは噴射の描写を変えていた。
検討稿では、三枝未希がガルーダIIに搭乗して福岡に向かうという展開もあった。

## 『ゴジラアイランド』のモゲラ
『ゴジラアイランド』には、上述の両方がそれぞれ別々に登場する。1957年版のものは「プロトモゲラ」、1994年版のものはゴジラアイランドに配備された「モゲラ」として登場する。造形物はいずれもバンダイのソフビ人形東宝怪獣シリーズ。

### Gガードのモゲラ
Gガードに配備された兵器。武装は目からのレーザーキャノン。また、腕のドリルはかなり強力であり、メガロの息の根を止める。
前半ではトレマが操縦するが、ルーカスがナオを搭乗させたことで、終盤までナオが操縦するが多くなる。最初は止め方がわからずに島を一周するが、段々と操縦方法を心得て、後半ではミサトに届け物をするまでになる。メカゴジラと同様に電子頭脳を搭載しており、搭乗者がいない場合には自らの判断で行動する。
- オリジナルと異なり分離機構はない[178]。

### プロトモゲラ
ゴジラアイランドに配備されている土木工事用ロボット怪獣。敵の攻撃が巧妙かつ激しくなってきたがゆえに、地球政府が第2基地の建設を命令してきたため、配備される。戦闘力はかなり高く、装甲はゴジラの熱線も通じない。洞窟に閉じ込められたゴジラには、まるでモグラのようなヒット&アウェイ戦法を駆使し、苦しめる。武装は目からの黄色いレーザー。オリジナルにあったアンテナと透明な下あごはついていない。
ザグレスに強奪され、ゴジラアイランド侵略に使用される。その後、マタンゴ島の洞窟に閉じ込められたゴジラを、地下に潜る能力で二度にわたって苦しめる。両方とも、トレマの指示によるゴジラの攻撃で沈黙させられるも、二度目の攻撃を受けた際に電子頭脳が狂い、洞窟を塞ぐ出入り口に穴を開け、結果的にゴジラを助ける。その後、電子頭脳が狂ったままゴジラとデストロイア、メガロとの戦闘に乱入し、デストロイアに倒される。

## 『ゴジラ・ジェネレーションズ・マキシマムインパクト』のモゲラ
ドリームキャスト用ゲーム『ゴジラ・ジェネレーションズ・マキシマムインパクト』には対G拠点防衛用ロボット戦車 MGR-IIndが登場。
国連G対策センターが開発した次世代型対G兵器。肩部に2対の大型ミサイルポットが装備されていたり、脚部が巨大なキャタピラになっているなど、人型からは大きく逸脱したデザインとなっている。量産を前提に開発されたが、装甲の耐久面に対して攻撃面に難があったため、試作機一両がGフォースに配備されるのみに留まっている。しかし、ミサイルが生体組織にダメージを与える超振動ミサイルに換装されたことで攻撃力は開発時よりも向上している。プラズマキャノンのチャージ時には炉心の状態が不安定になり、行動不能になる弱点を有する。また、ゴジラが最大出力で発射した熱線はプラズマキャノンを相殺、さらに貫通する。

## その他
- 1966年に朝日ソノラマから発売されたソノシート『大怪獣戦 30怪獣大あばれ!!』収録の「宇宙怪獣対地球怪獣」に地球を襲う宇宙怪獣の1体として登場する[186][187]。
- 書籍『決定版ゴジラ入門』（小学館、1984年）では、「夢の怪獣対決」として「ゴジラ対モゲラ」のイラストが描かれている[188]。
- ファミリーコンピュータ用ゲーム『ゴジラ』では、『地球防衛軍』版のモゲラがボスキャラクターとして登場する。本作品ではミステリアンではなく、X星人に操られているという設定である。攻撃手段は蹴りと頭部からの怪光線。1面の地球から最終面のX星まで登場し続ける。なお、このゲームが制作された時点では、ゴジラとモゲラの競演はまだ実現していなかった。
- 漫画版『ゴジラvsスペースゴジラ』では、Gフォースに転属してきたばかりの結城がMOGERAを強奪してゴジラの住むバース島へ無断出撃し、追跡してきたメカゴジラを一瞬で撃破している。だが、その際にメカゴジラに搭乗していた女性パイロットがMOGERAに飛び移っており、成り行きで結城とその女性パイロットの2人による運用となっている。また、スペースゴジラを撃破した後には映画版で果たされなかったゴジラとの決闘も行っており、スペースゴジラとの激闘によるスクラップ寸前の状態のまま、ドリルの一撃によってゴジラの喉を切り裂いて突貫で押さえ込み、結城がゴジラの口内に最後のANEB弾を撃ち込む寸前まで追い込んだ。
- 漫画版『ゴジラvsデストロイア』では、新型MOGERAが2種類登場。飛行形態で脚部がなく、背中にロケットエンジンのバックパックらしきものがある。2種類はそれぞれII（映画版同様全体は白色）、III（全体は黒色）と呼称される。香港に出現したゴジラに全砲門での同時総攻撃をかける直前、ゴジラの体内放射で瞬時に破壊される。
- 特撮テレビドラマ『幻星神ジャスティライザー』（2004年）および『超星艦隊セイザーX』（2005年）では、初代モゲラに似たメカ怪獣メガリオンが登場する。ただし、「シルエットは寄せているが完全にモゲラにはしない」とのコンセプトから、ドリルを顔に付けていない[189]。『平成ゴジラパーフェクション』では、具体的なモデルは明言していないが「どこかで見たキャラクター」の1つに挙げている[190]。
- アニメ映画3部作『GODZILLA』の前日譚を描く小説『GODZILLA 怪獣黙示録』では、地底戦闘車モゲラとして登場。Gフォース（地球連合欧州派遣軍）を苦しめるビオランテと交戦した末、その心臓部を撃破する。